# St. Veit an der Glan (district)
Het politieke district St. Veit an der Glan in de Oostenrijkse deelstaat Karinthië bestaat uit een aantal gemeenten en zelfstandige steden.

## Steden
- Althofen
- Friesach
- St. Veit an der Glan
- Straßburg

## Gemeenten

### Marktgemeinden
- Brückl
- Eberstein
- Gurk
- Guttaring
- Hüttenberg
- Klein St. Paul
- Liebenfels
- Metnitz
- Weitensfeld im Gurktal

### Gemeinden
- Deutsch-Griffen
- Frauenstein
- Glödnitz
- Kappel am Krappfeld
- Micheldorf
- Mölbling
- St. Georgen am Längsee